# コンピュータ・コントロールド・ヴィークル・システム
コンピュータ・コントロールド・ヴィークル・システム (Computer-controlled Vehicle System) とは、過去に研究されていた公共交通機関のシステム計画。アルファベットの頭文字をとってCVSと略された。

## 概要
1960年代に生じたモータリゼーションの発達に伴う諸問題を解決する為の新交通システム計画の一つとして通商産業省と機械振興協会が中心となり構想を発表。日本万国博覧会の自動車館で展示されるコンピューター制御の2人乗り電気自動車を用いて未来の都市交通の可能性を表した「交通ゲーム」システムを発展させる形で1970年4月より基本計画策定に着手。全体を石井威望、車両を井口雅一、ガイドウェイを越正毅が取りまとめ民間企業に委託し三菱自動車・三菱重工業・東洋工業が車両、東芝・日立製作所・富士通・住友電工・日本電気が通信やシステム、新日本製鐵がガイドウェイを担当した。運輸省の新交通システムの分類では「個別輸送システム」として扱われた。
1971年4月には東京銀座を1/20スケールで再現したジオラマの上でコンピュータ制御された60台の模型自動車を走行させる模型実験を開始し東京モーターショーでの公開実験展示を経て、同年後半より実規模試験計画へ移行。東京都東村山市の通産省機械技術研究所にテストコースを設け1972年10月25日からメンテナンスエリアのうち230mを用いて走行試験を開始し、その後全長4.8kmに拡張し1973年8月から1976年6月にかけ総合実験を実施。内側メンテナンスエリアでの低速実験を皮切りに1974年1月に2kmの外周部「スーパーウェイ」にて高速実験に着手、車両100台でコンピュータ制御により時速60km・1秒間隔での安全走行実験に成功している。1975年に開催された沖縄国際海洋博覧会では1.6kmの周回コースに停留所5か所を設け16台の車両で会場内のアクセスを担った。
その後はオイルショックに伴う経済性の重視からコストのかさむ無人運転の新交通システムは需要の見込める地域に列車編成を設ける形で開発される事となり、本システムで培われた技術は軌道輸送型の新交通システムや自動車の電子制御サスペンションに用いられた。

## 運用形態・仕様
- 「CVSストップ」は約100m間隔で設けられ、どこからでも1分以内で乗り場へ行くことが可能。車両を呼ぶと、2-3分で空車が来て乗ることができる。都市内には電気式ガイドウェイによる専用道路がはりめぐらされ、チケットを入れボタンを押すだけでルートや速度を自動的に判断し人や荷物を目的地まで運ぶ。速度はすいている場合で40km/hで走行する。
- フルサイズシステムで用いられる車両は広範囲の公共活動を担うべく4種が考案され、需要が大きい場合は連結し列車方式で運行するとした[2]。
  - パーソナルカー - 定員2-4人、個人または小集団が乗車。
  - ワゴン - 小型貨物を積載。
  - 特殊車 - 緊急車両、システム保全車両
  - 長大車 - バス、連結貨物車

仕様
- システム運行
  - 最大車線容量：約15,000人/h
  - 最小車頭間隔：約1秒
  - 巡航速度：時速40.6km
  - 常用加減速度：0.2G
  - 緊急時最大加減速度：2G
- ストップ（停留所）
  - 停車方式：オフラインストップ
  - ワゴン乗降方式：自動荷役
  - 出改札：自動
  - パーソナルカー最大乗車容量：12人/分
  - 最小駅間隔：100m
- ガイドウェイ
  - 最大勾配・最大カント：10%
  - 最小回転半径：5m
  - 標準スパン：20-30m
  - 標準支柱径：600-1500m
  - 標準桁高さ：700mm
- 車両（ワゴン・パーソナルカー）
  - 寸法：長さ3000×幅1600×高さ1850mm
  - 自重：1t
  - 定員：4人/両
  - 推進：直流電気駆動
  - 電源：AC200V
  - 誘導：中央案内溝方式
  - 分岐方式：車上選択
  - 車体支持：空気入りゴムタイヤ
- 制御
  - 車間速度制御：ムービングターゲット方式によるコンピュータ制御
  - 衝突防止方式：ムービングロック方式
  - 配車：ターゲット予約方式
- 通信
  - 車両制御用：誘導無線方式、1200ボー全二重移動無線電話
  - 乗客サービス用：一般電話
- メンテナンス
  - 車両：自動メンテナンス
  - 通信：コンピュータ自動検査